# Candles in the Dark
Pour plus de détails, voir Fiche technique et Distribution.
Candles in the Dark est un téléfilm américain réalisé par Maximilian Schell en 1993. Il met en vedette Alyssa Milano et Chad Lowe. 

## Synopsis
Le père de Sylvia la pense trop gâtée : il l'envoie alors chez sa tante en Estonie. Sylvia se retrouve bientôt engagée dans une lutte contre son père et se retrouve recherchée par le KGB. Dans le même temps, elle rencontre un jeune homme, Jaan, dont elle tombe amoureuse.

## Fiche technique
- Réalisation : Maximilian Schell
- Scénario : Nicholas Niciphor
- Production : Ilmar Taska
- Musique : Richard Bowers
- Langue : anglais
- Diffusion : 3 décembre 1993

## Distribution
- Alyssa Milano : Sylvia Velliste
- Chad Lowe : Jaan Toome
- Günther Maria Halmer : Pasteur Harma
- Natalia Andreïtchenko : Marta Velliste
- Maximilian Schell : Colonel Arkush
- Gita Rank : Tiina
- Helena Merzin : Natasha Omeltchenko
- Lembit Ulfsak : Gospodin Omeltchenko
- Aleksey Petrenko